# Nichirenisme
El Nichirenisme (日蓮主義, Nichirenshugi) és un corrent d'interpretació dels ensenyaments de Nichiren des d'una vessant nacionalista. Els representants més coneguts d'aquesta corrent del budisme Nichiren van ser Nisshō Inoue i Tanaka Chigaku, i també el general Kanji Ishiwara, els quals van desenvolupar la seua variant dels ensenyaments de Nichiren al voltant de la idea del Kokutai o identitat nacional japonesa. Especial menció mereix Chigaku, que en la seua època va fer un gran ús de la impremta com a mètode per a escampar el seu missatge. Este tipus de mètodes els utilitzarien les Shinshūkyō o nous moviments religiosos japonesos per a fer proselitisme.